# Darío Rafael Gordillo Catalina
Darío Rafael Gordillo Catalina, que firmaba simplemente como Gordillo, fue un historietista español (Ciempozuelos, 24 de octubre de 1921 - Madrid, 7 de julio de 2001), perteneciente a la denominada Escuela Madrileña. Fue padre de Rafael Gordillo Chalons, también historietista.

## Biografía
Gordillo inició su carrera profesional trabajando en el estudio de Adolfo López Rubio. 
Colaboró con las publicaciones de Consuelo Gil, creando en 1948 a su personaje más popular, Taruguito, para Chicos.
En 1953 participó en el lanzamiento de la revista "Pepote" y tuvo a su hijo Rafael Gordillo Chalons. Trabajó luego en Balalín, Minicar o Trinca.
Se hizo ATS (enfermero), pero siguió vinculado al mundo del dibujo, colaborando por ejemplo en la película de animación Mágica Aventura (1974), dirigida por Cruz Delgado.

## Obra
| Años | Título                    | Tipo       | Publicación                       |
| ---- | ------------------------- | ---------- | --------------------------------- |
| 1944 | Satanás-Ginesito          | Serial     | Rialto: Diamante Amarillo         |
| 1946 | Baby                      | Serie      | Baby (Marco)                      |
| 1948 | Taruguito                 | Serie      | Chicos                            |
| 1949 | Mariquita Cataclismo      | Serie      | Mis Chicas                        |
| 1949 | Chiquitito                | Serie      | Chiquitito                        |
| 1949 | Kitín Nogueroles          | Serie      | Chicos                            |
| 1950 | Sopapo                    | Serie      | Chicos                            |
| 1951 | Don Apolinar y su familia | Serie      | Trampolín                         |
| 1951 | El Agente Secreto X-PP    | Serie      | Chicos                            |
| 1953 | Pepote                    | Serie      | Pepote (Rollán)                   |
| 1953 | Crónicas de Yanquilandia  | Serie      | Pepote                            |
| 1957 | El Planeta Planito        | Serie      | Balalín                           |
| 1957 | Serapio                   | Serie      | Balalín                           |
| 1966 | La selva se civiliza      | Serie      | Minicar                           |
| 1976 | Zongo                     | Monografía | Doncel: Separatas Trinca, núm. 31 |
| 1977 | Philo Meno, detective     | Serie      | Tarot                             |